# Ribeira de Piquín
Ribeira de Piquín ist eine spanische Gemeinde (Concello) mit 492 Einwohnern (Stand: 2024) in der Provinz Lugo der Autonomen Gemeinschaft Galicien.

## Geografie
Ribeira de Piquín liegt am nordöstlichen Rand der Provinz Lugo ca. 35 Kilometer nordöstlich der Provinzhauptstadt Lugo.
Umgeben wird Ribeira de Piquín von den fünf Nachbargemeinden:
|       | A Pontenova                                 |              |
| Meira | Kompassrose, die auf Nachbargemeinden zeigt | A Fonsagrada |
| Pol   | Baleira                                     |              |

Der Eo entspringt in der südlichen Nachbargemeinde Baleira und durchströmt Ribeira de Piquín von Süd nach Nord. Weitere Zuflüsse, wie der Río Lua und der Río Rodil, bewässern das Gebiet der Gemeinde und münden dort in den Eo.
Das Geländerelief ist hügelig mit den folgenden höchsten Erhebungen: O Caldón (866 m) im Westen, Alto de Caleiro (805 m) im Norden und Pena de Anduriña (898 m) sowie Pena Grande (891 m) im Osten des Gemeindegebiets.
Ein Teil des Gemeindegebiets ist Teil eines Schutzgebiets des Natura-2000-Netzes mit einer Gesamtgröße von 148 km².

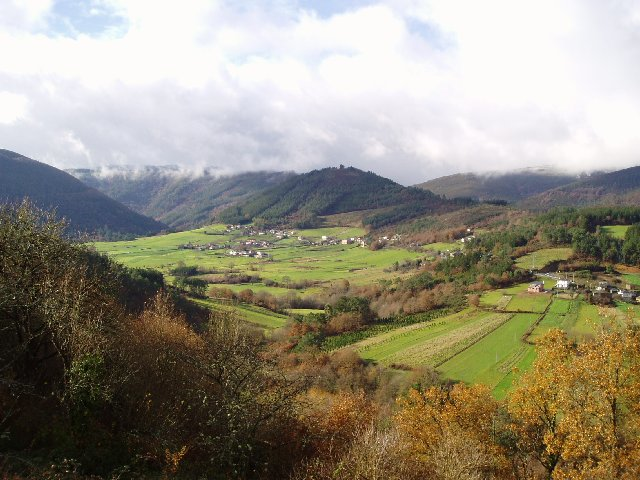
Blick auf das Eotal
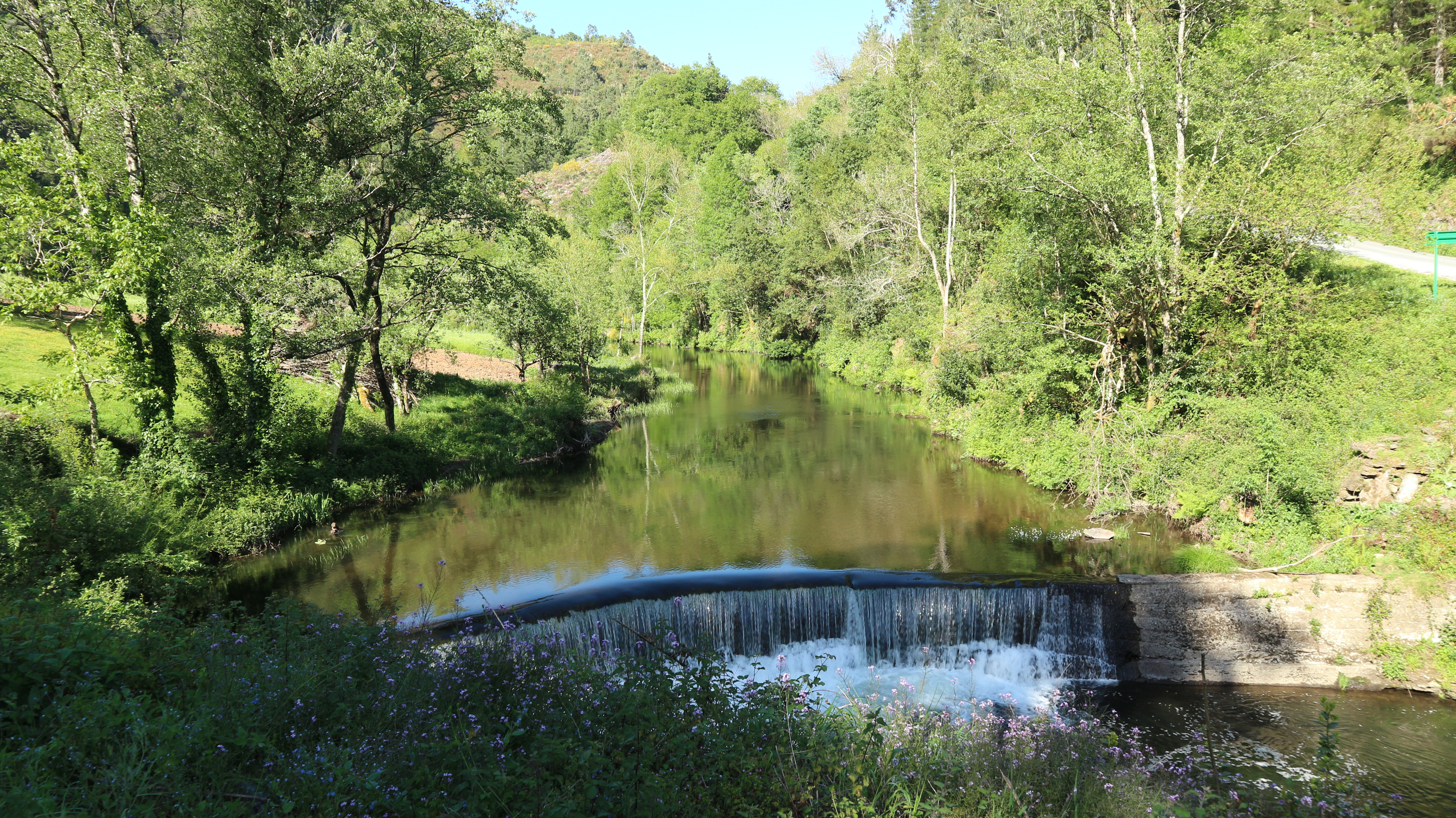
Río Rodil in der Parroquia Os Vaos
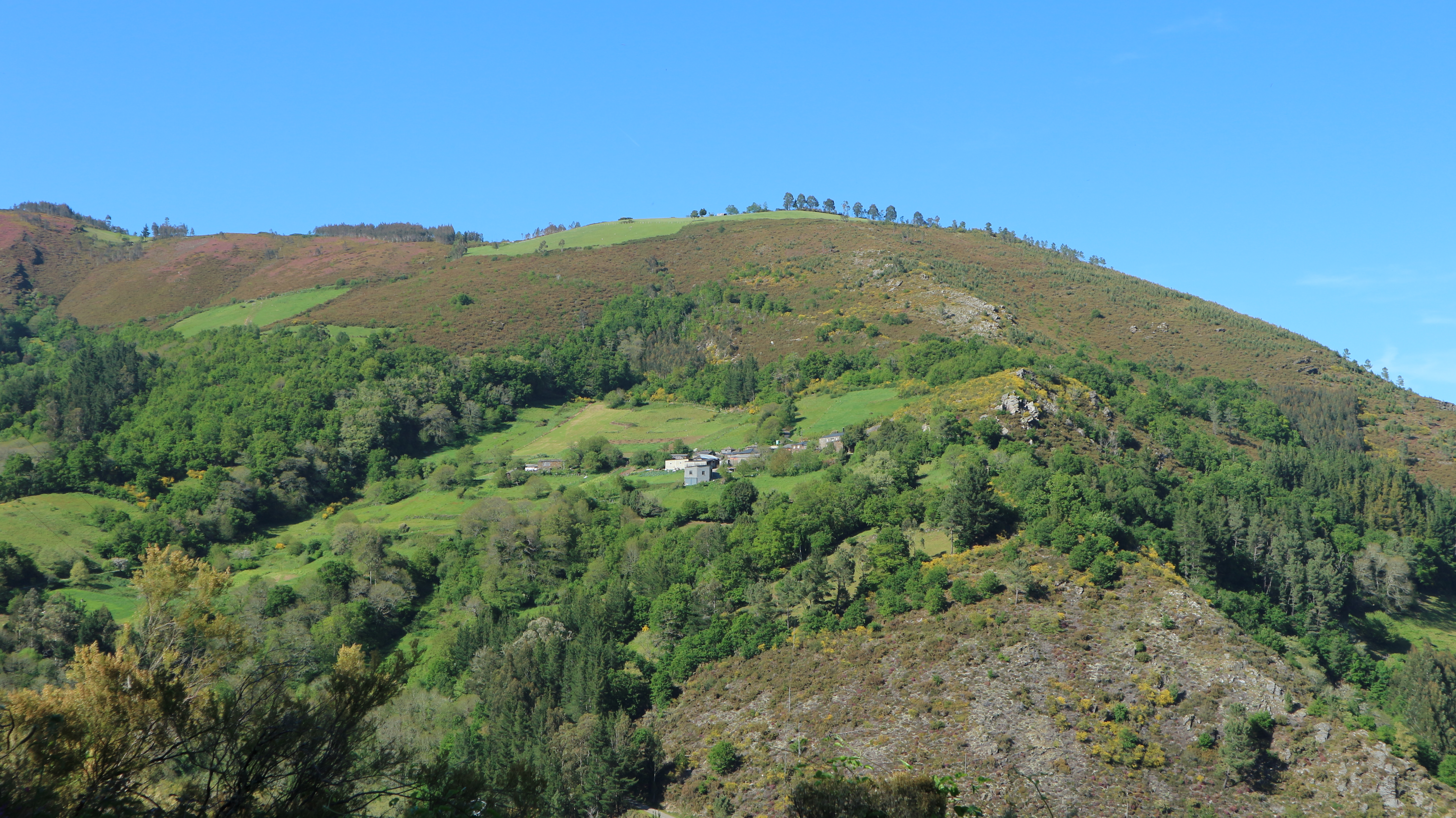
Blick auf das Dorf Seoane in der Parroquia Os Vaos

## Bevölkerungsentwicklung der Gemeinde
Legende: Ribera de Piquín___Ribeira de Piquín

Quelle: INE-Archiv – grafische Aufarbeitung für Wikipedia
Nach einer Gemeindegröße von über 2000 Einwohnern bei der ersten Zählung 1940 nach der Gründung sank die Zahl der Bevölkerung in der Folgezeit stetig bis unter 1000. Einer der markantesten Rückgänge ist zwischen 1970 und 1981 zu verzeichnen, als die Gemeinde in dieser Periode allein circa 30 % der Einwohner verlor.

## Gemeindegliederung
Die Gemeinde Ribeira de Piquín ist in fünf Parroquias gegliedert:
| Parroquias          | Patrozinium | Einwohner 2024 | Fläche km² | Dichte Einw./km² | Höhe msnm | Ortskennzahl |
| ------------------- | ----------- | -------------- | ---------- | ---------------- | --------- | ------------ |
| Navallos            | San Pedro   | 35             | 10,07      | 3                | 400       | 27053030000  |
| San Xurxo de Piquín | San Xurxo   | 169            | 23,32      | 7                | 309       | 27053040000  |
| Santalla            | Santalla    | 187            | 20,82      | 9                | 288       | 27053050000  |
| Santiago de Acevo   | Santiago    | 20             | 6,88       | 3                | 412       | 27053010000  |
| Os Vaos             | San Xoán    | 86             | 12,06      | 7                | 281       | 27053020000  |

Der Hauptort der Gemeinde, O Chao de Pousadoiro, befindet sich in der Parroquia San Xurxo de Piquín im Zentrum des Gemeindegebiets.

## Geschichte
Archäologische Funde belegen eine Besiedlung auf dem Gemeindegebiet in der Antike. So gibt es in der Nähe von A Pena de Nuria Überreste einer primitiven Siedlung und keltische oder vorkeltische Überreste in A Insua. Vor Montefurado wurden mehrere Steinäxte, eine eiserne Speerspitze und eine große Fibel aus Eisen gefunden, gesprenkelt mit drei symmetrischen Linien aus Bronzetropfen. Es ist auch wahrscheinlich, dass der unterirdische Durchgang von Montefurado das Ergebnis des Bergbaus war, der von den Römern im nördlichen Teil von Gallaecia durchgeführt wurde.
Die Geschichte der Gemeinde Ribeira de Piquín beginnt im elften Jahrhundert mit der Restaurierung oder Gründung des Klosters Meira, das die wirtschaftliche, soziale, kulturelle und religiöse Arbeit der Siedlung aufdecken wird, die die Dokumente des Klosters „hinter der Sierra“ nennen.
1171 schenkte Gräfin Sancha, Schwester von König Alfons VII., dem Kloster Meira „die Hälfte der Ortschaft Piquín“ und 1182 gab Graf Rodrígo Alvarez ihm und seinem Abt Vidal „den Teil, den er in Santalla de Piquín besitzt“. König Ferdinand II. schenkte seinerseits 1184 den Abt und den Mönchen von Meira „das Kronland von Santalla de Piquín und Casal de Piñeiro“. In dem Privileg des Besitzes, das im folgenden Jahr in Cáceres vom selben König gewährt wurde, wird bei der Festlegung der Grenzen der Abteigüter gesagt, dass sie “…de Montefurado adporium de Piquín…” reichen. 1233 gab König Ferdinand dem Prior von Meira und seiner Gemeinde „das Land der Ufer des Piquín“.
Im Jahr 1235 befinden sich der Abt und das Kloster von Meira in einer etwas schwierigen Situation, da ihre Lehnsleute und Siedler Plünderungen und Raubüberfällen ausgesetzt sind. Um solchen Missbräuchen ein Ende zu setzen, vertraute das Kloster Arias Méndez „das Land der Riveras de Piquín unter der Bedingung an, dass er die Bauernhöfe, Ländereien und Lehnsleute des Klosters verteidigt“.
Trotz der königlichen und privaten Schenkungen, die seit Jahrhunderten ununterbrochen aufeinander folgten, verlor A Ribeira nicht eine gewisse Verbindung zu A Pobra de Burón, dessen Gerichtsbarkeit sich auf fast das gesamte Becken des Eo erstreckte, unter der Herrschaft der Osorio und später der Länder des Grafen von Altamira.
Als der Capitán general von Galicien 1702 eine Bitte an die Hidalgos der Gerichtsbarkeit von Meira richtete, bekam er nur Ausreden zu hören, warum diese dem nicht folgten. Das Verhalten der Adligen dieser Länder ein Jahrhundert später war sehr unterschiedlich. Sie erhoben sich „auf einmal“, um ihr Land und ihre Freiheiten gegen die Franzosen zu verteidigen. In Volksmilizen konstituiert, fügten sie den Truppen von General Mauricio Mathie, der in der Parroquia Santalla lagerte, schwere Schläge zu. Aus A Ribeira evakuiert, schlossen sich die Franzosen den Soldaten des Marquis von La Romana an, der sein Hauptquartier in Piquín errichtet hatte, um ihren Kampf fortzusetzen. Ebenso, als sie 1833 in Gefahr „ihre Chartas und ihre Traditionen“ glauben, kehrten sie in den Krieg zurück, um gegen den ausländischen Liberalismus zu kämpfen. Sie erhoben sich bei Ausbruch des dritten Carlistenkrieges wieder und schlossen sich den absolutistischen Parteien von Fray Gregorio Colmenero, Priester von Seixosmil, an. Eine der berüchtigtsten Aktionen dieses überzeugten Absolutisten war die Einnahme von Castroverde im September 1873. Er verriet seine treuen Anhänger, geriet in einen hinterhältigen Hinterhalt, der von Regierungstruppen vorbereitet worden war und mehrere seiner treuen Anhänger wurden auf dem Stadtplatz gehängt.
Am 6. Mai 1935 wurde die Gemeinde gegründet. Zuvor gehörten die Parroquias Santalla de Piquín, San Pedro de Navallos und San Jorge de Piquín zur Gemeinde Meira.

## Sehenswürdigkeiten
In der gesamten Gemeinde gibt es archäologische Zeugen der Vergangenheit. So sind in der Pfarrei Baos mehrere Mámoas und das Castro von Teixeira erhalten, während in Piquín und Navallos das Castro von Cabaceira bzw. der Pico do Castro zu sehen sind.
Aus der Römerzeit gibt es Spuren der Minen von Montefurado und im Bereich der religiösen Architektur eine ganze Reihe von Pfarrkirchen und Kapellen wie:
- Kirche von San Xoán de Baos, auf einem Hügel umgeben vom Fluss Rodil gelegen, bildet Kirche und Dorf einen malerischen Rahmen, in dem, was ein Aufbau eines Castros gewesen zu sein scheint. Von breiten Proportionen ist sie mit Kalk verputzt mit drei Schiffen, die mit Schiefer und Holzdach bedeckt sind. Im Inneren sticht das klassizistische Hauptaltarbild sowie das polychrome Bild des heiligen Andreas aus dem fünfzehnten Jahrhundert hervor, das sich im Seitenaltarbild im Renaissancestil befindet.

- Die Kirche San Xurxo de Piquín, die sich am linken Ufer des Flusses Eo befindet und aus dem Jahr 1782 stammt, ist in einem klassizistischen Stil mit Schieferwänden errichtet. Ihr Grundriss ist ein lateinisches Kreuz, das aus zwei Kapellen besteht, mit einem einzigen Kirchenschiff, das von einem Tonnengewölbe bedeckt ist. Im Inneren ein klassizistisches Altarbild in der Seitenkapelle und ein geprägtes silbernes Kreuz.

- Kirche von Santa Baia de Piquín mit gemauerten Wänden in Schiefer des Landes hat mehrere barocke Altarbilder des 18. Jahrhunderts. Das größte ist fünfteilige und besitzt drei Ebenen verdrehte und geriffelte Säulen und eine Predella mit einfachen Reliefs.[9]

## Wirtschaft
| Ackerbau, Viehzucht und Fischerei                                                  | 042 | 019,72 |
| Industrie                                                                          | 025 | 011,74 |
| Bauwirtschaft                                                                      | 037 | 017,37 |
| Dienstleistungsbetriebe                                                            | 109 | 051,17 |
| Total                                                                              | 213 | 100,00 |
| * Daten aus dem Statistischen Amt für Wirtschaftliche Entwicklung in Galicien, IGE |     |        |

## Verkehr
Die Gemeinde liegt fernab von Fernverkehrsstraßen. Die Landstraße LU-P-4802 führt nach Norden zur Nachbargemeinde A Pontenova, die LU-P-4606 zur östlichen Nachbargemeinde A Fonsagrada, die LU-P-5401 nach Süden zur Nachbargemeinde Baleira, die LU-P-4606 westlich nach Pol und die Provinzstraße LU-751 westlich nach Meira.